# امانوئل دآندریا
امانوئل دآندریا (انگلیسی: Emmanuel D'Andrea؛ زادهٔ ۲۰ ژانویهٔ ۱۹۹۵) بازیکن فوتبال اهل ایالات متحده آمریکا است.
از باشگاه‌هایی که در آن بازی کرده‌است می‌توان به اشاره کرد.
وی همچنین در تیم‌های ملی فوتبال Puerto Rico national under-20 football team و پورتوریکو بازی کرده‌است.